# Волков Іван Олексійович
Іван Олексійович Волков (нар. 1906, село Жуковська, Владимирська губернія, Російська імперія — 27 травня 1975) — радянський партійний і державний діяч, перший секретар Тамбовського (1942—1951) і Орловського обкомів ВКП(б)-КПРС (1951—1954). Член ЦК КПРС в 1952—1956 роках. Депутат Верховної Ради СРСР 2—3-го і 5-го скликань. Депутат Верховної Ради РРФСР 4-го скликання

## Біографія
Народився у січні 1906 року в селянській родині.
З 1924 року — на комсомольській роботі: відповідальний секретар Сокольського волосного комітету РКСМ Іваново-Вознесенської губернії, завідувач відділу, потім — інструктор-інформатор Іваново-Вознесенського губернського комітету ВЛКСМ, відповідальний секретар волосного комітету ВЛКСМ в Тамбовській губернії.
Член ВКП(б) з 1925 року.
До 1928 року — відповідальний секретар волосного комітету ВКП(б) в Тамбовській губернії.
У 1928—1929 роках служив у лавах Червоної армії. У 1929—1930 роках був пропагандистом, завідувачем культурно-пропагандистського відділу Чапаєвського районного комітету ВКП(б) Середньо-Волзького краю. З 1930 року працював у Самарі секретарем парткому підготовчого відділення Самарського інституту Червоної професури, завідувачем Відділу вищих навчальних закладів Середньо-Волзького крайового комітету ВКП(б). Одночасно, у 1932—1933 роках навчався на підготовчому відділенні Самарського інституту Червоної професури.
У 1933 році переїхав до Новосибірська, де завідував навчальною частиною Новосибірського інституту марксизму-ленінізму, був директором Сибірського будівельного інституту. Одночасно навчався на аграрному факультеті Інституту червоної професури, який закінчив у 1937 році.
У 1937—1938 роках — директор Новосибірської сільськогосподарської школи. У 1938 році завідував сектором кадрів освіти та культури відділу кадрів Новосибірського обласного комітету ВКП(б).
У 1938—1941 роках — 2-й секретар Новосибірського міського комітету ВКП(б). З 15 січня 1942 року — 2-й секретар Новосибірського обласного комітету ВКП(б). У 1942 році працював відповідальним організатором Управління кадрів ЦК ВКП(б).
У червні 1942 — квітні 1951 року — 1-й секретар Тамбовського обласного комітету ВКП(б).
30 березня 1951 — 30 січня 1954 року — 1-й секретар Орловського обласного комітету ВКП(б)-КПРС.
У 1954—1956 роках — заступник, потім 1-й заступник голови виконавчого комітету Горьковської обласної Ради депутатів трудящих.
22 червня 1956 — 17 лютого 1962 року — в.о. голови, голова виконавчого комітету Вологодської обласної Ради депутатів трудящих.
Делегат XVIII партконференції (від Новосибірської парторганізації; 1941), XIX (від Орловської парторганізації; 1952) і XXI з'їздів КПРС (від Вологодської парторганізації; 1959).
Депутат Ради Союзу Верховної Ради СРСР 2-го і 3-го скликань (від Тамбовської області; 1946—1954) та 5-го скликання (від Вологодської області; 1958—1962). Депутат Верховної Ради РРФСР 4-го скликання (від Горьковської області; 1955—1959).
З лютого 1962 року — на пенсії.

## Нагороди та звання
- орден Леніна
- два ордени Трудового Червоного Прапора
- медаль «За трудову доблесть»
- Почесний громадянин Тамбовської області (2005, посмертно)